# AN/SPY-1
El AN/SPY-1 es un sistema radar naval estadounidense fabricado por Lockheed Martin. La matriz es un sistema pasivo de exploración electrónica y es un componente clave del sistema de combate Aegis. El sistema se controla por ordenador, con cuatro antenas complementarias para proporcionar cobertura de 360 grados. El sistema se instaló por primera vez en 1973 en el USS Norton Sound y entró en servicio activo en 1983 como el AN/SPY-1A en el USS Ticonderoga. El -1A fue instalado en buques hasta el CG-58, instalándose por primera vez la actualización 1B en el Princeton en 1986. La actualización -1B(V) fue incorporándose a los buques existentes desde el CG-59 hasta el último, el CG-73.
El SPY-1D se instaló primero en el Arleigh Burke en 1991. Es una variante de la - 1B para ajustarse a la clase Arleigh Burke. El -1D(V), es el Radar de guerra litoral, fue una mejora introducida en 1998 para las operaciones de gran desorden cerca de la costa, donde los sistemas anteriores de "aguas azules" son especialmente débiles.
El AN/SPY-1F es una versión más pequeña de la 1D diseñado para ajustarse a fragatas. No se utiliza por la Armada de los Estados Unidos, pero ha sido exportado a Noruega. El origen del SPY-1F se remonta al Sistema de Radar de Matriz para Fragata (FARS) propuesta a la armada alemana en la década de 1980.
El SPY-1K ofrece actualmente la versión más pequeña del radar, basado en la misma arquitectura del 1D y 1F. Se pretende usarlo en embarcaciones muy pequeñas como corbetas, donde el SPY-1F sería demasiado grande. En 2007, ninguno está en servicio, aunque el radar está incorporado en el diseño de la corbeta AFCON todavía sin pedidos.

## Variantes
- AN/SPY-1: Prototipo, USS Norton Sound (AVM-1).
- AN/SPY-1A: Cruceros clase Ticonderoga hasta CG-58.
- AN/SPY-1B: Cruceros clase Ticonderoga desde CG-59.12 pies de diámetro.[6]
- AN/SPY-1B(V): Actualización a la versión -1B, reacondicionados los cruceros CG-59 en adelante.
- AN/SPY-1D: Variante del -1B diseñado para los destructores clase Arleigh Burke, destructores clase Kongō y las fragatas de la Armada Española clase Álvaro de Bazán.
- AN/SPY-1D(V): Radar de guerra litoral, actualización de la variante -1D para el DDG 51 Flight IIA, destructores clase Atago, destructores ROKN clase King Sejong the Great y la fragata de la Armada Española F-105.
- AN/SPY-1F: Versión más pequeña del -1D diseñado para encajar en fragatas. Instalado en las fragatas RNoN clase Fridtjof Nansen. 8 pies de diámetro.
- AN/SPY-1K: Ofrece una versión más pequeña del radar, pretende ajustar su tamaño al de una corbeta. No hay ninguno actualmente en servicio.

## Operadores

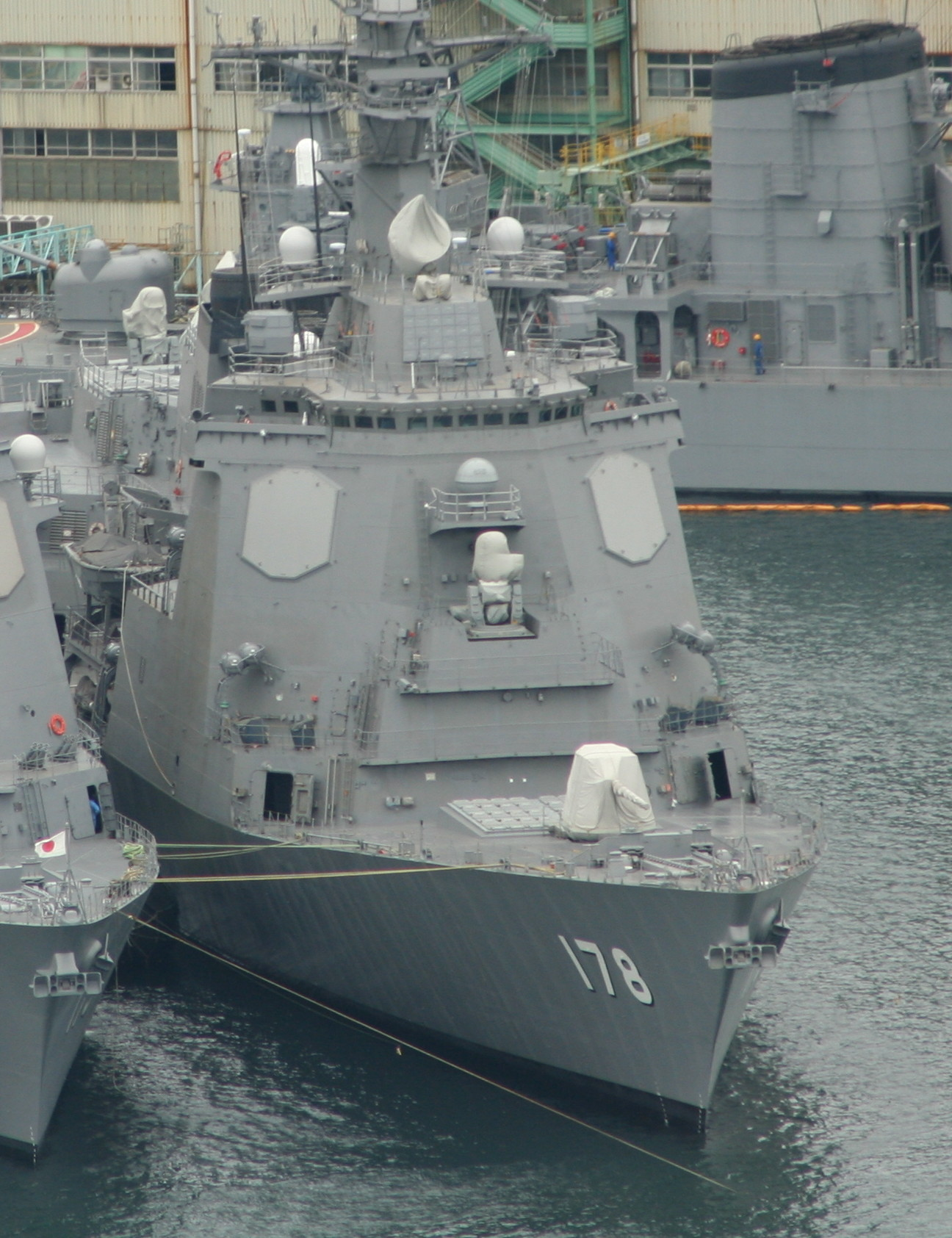
JS Ashigara (DDG-178) con AN/SPY1D(V)

- Estados Unidos: cruceros clase Ticonderoga, destructores clase Arleigh Burke
- Japón: destructores clase Kongō, destructores clase Atago.
- España: fragatas clase Álvaro de Bazán
- Noruega: fragatas clase Fridtjof Nansen
- Corea del Sur: destructores clase Rey Sejong the Great
- Australia: destructores clase Hobart esperados a partir de 2014
- Turquía: La armada turca también está considerando una variante del AN/SPY-1 para sus próximas fragatas clase TF2000, a ser dadas de alta en 2014.

## Radar de Defensa contra Misiles y Aeronaves (AMDR)
En julio de 2009, Lockheed Martin fue una de las tres empresas adjudicadas con contratos para estudiar el desarrollo de un nuevo Radar de Defensa contra Misiles y Aeronaves (AMDR) integrado por un radar de Banda S, un radar de Banda X y un Controlador de Radar por Consolas para defenderse de las amenazas antibuque y los misiles balísticos en evolución.